# Largentière
Largentière is een gemeente in het Franse departement Ardèche (regio Auvergne-Rhône-Alpes). De plaats is de onderprefectuur van het arrondissement Largentière. Largentière telde op 1 januari 2022 1.496 inwoners.
In het zomerseizoen wordt de gemeente druk bezocht door toeristen.

## Geschiedenis
Largentière was vroeger een mijnstad. De zilvermijn (in feite zilverhoudend lood) werd al uitgebaat in de negende eeuw en sloot in 1983. Deze mijn was een bron van langdurige conflicten tussen de graven van Toulouse en de bisschoppen van Viviers. Largentière werd in de eerste decennia van de dertiende eeuw een gemeente bestuurd door consuls.
Na de Algerijnse Oorlog kwamen veel harki's zich hier vestigen. Er werd een monument in de gemeente voor hen opgericht.

## Geografie
De oppervlakte van Largentière bedroeg op 1 januari 2022 7,22 vierkante kilometer; de bevolkingsdichtheid was toen 207,2 inwoners per km². De gemeente ligt in de vallei van de Ligne.
De onderstaande kaart toont de ligging van Largentière met de belangrijkste infrastructuur en aangrenzende gemeenten.

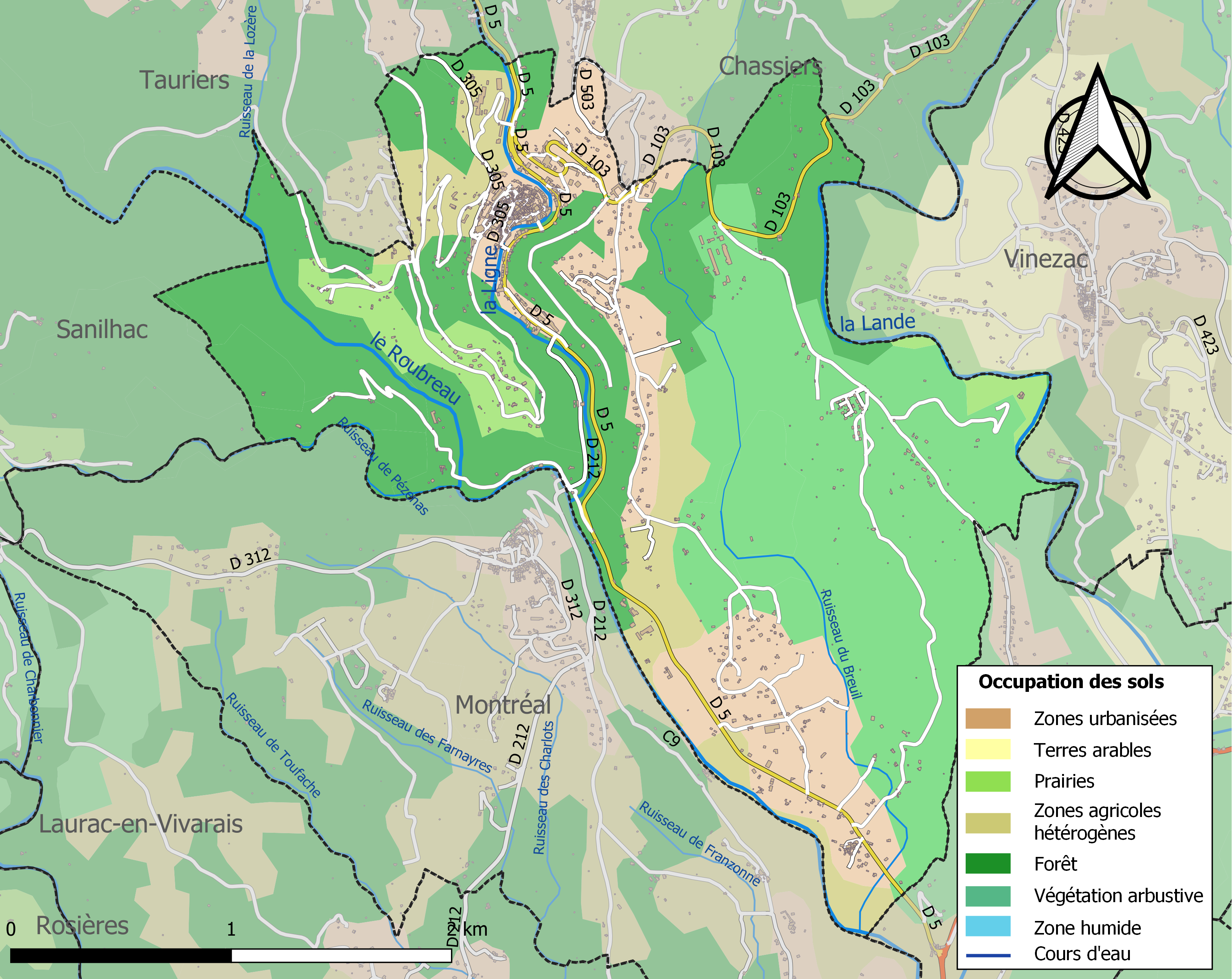

## Demografie
Onderstaande figuur toont het verloop van het inwonertal (bron: INSEE-tellingen).

Vanwege een beveiligingsprobleem met de MediaWiki Graph-software is het momenteel niet mogelijk deze grafiek weer te geven. Zodra de software is bijgewerkt zal de grafiek vanzelf weer zichtbaar worden.

## Bezienswaardigheden
- Bisschoppelijk kasteel uit de vijftiende eeuw.
- De middeleeuwse binnenstad komt men binnen via de Porte des Récollets (vijftiende eeuw; verwijzend naar het klooster van de recolletten). Het neoklassieke justitiepaleis lijkt op een Griekse tempel en is verrassend groot voor dit stadje. De oude stad is nog geplaveid met stenen.
- Zijdemuseum (Filature du Moulinet): geschiedenis van de zijde-industrie in de omgeving.
- Kerk Notre-Dame-des-Pommiers (O.L.V.-ten-Boomgaard), gebouwd in de eerste helft van de dertiende eeuw, vormt een overgang tussen het laatromaans en de gotische stijl. De ronde toren naast de ingang herinnert eraan dat de kerk aangebouwd werd tegen de stadswallen.